# Sea Island (British Columbia)
Sea Island ist eine Insel im Südwesten der kanadischen Provinz British Columbia. Sie ist vor allem als Standort des Vancouver International Airport bekannt. In der Sprache der hier ursprünglich ansässigen First Nation, in Halkomelem, lautet ihr Name Sq'sazun. Die Bedeutung dieses Namens ist unbekannt.
Sea Island liegt rund 15 Kilometer südlich des Stadtzentrums von Vancouver auf dem Gebiet der Stadt Richmond im Ästuar des Fraser River. Südlich der Insel liegt Lulu Island, auf der sich der größte Teil der Stadt Richmond befindet. Nördlich der Insel grenzt die Burrard-Halbinsel an den Fraser River und damit an Sea Island. Im Jahr 2001 betrug die Einwohnerzahl 736. An der Nordspitze der Insel befindet sich ein 1,4 km2 großes Naturschutzgebiet, das abseits der An- und Abflugrouten der Flugzeuge liegt und nicht betreten werden darf. An der Südwestspitze befindet sich eine Einrichtung der Canadian Coast Guard (Küstenwache). Es gibt zwei öffentliche Strände, den McDonald Beach Park und den Iona Beach Regional Park.

## Vancouver International Airport
Die Insel ist Standort des Vancouver International Airport. Der Flughafen, im Westen der Insel gelegen, wurde im Jahr 1931 eröffnet und der erste Linienflug fand im Jahr 1937 statt. In den 1990er Jahren wurde der Flughafen markant erweitert. Er ist heute mit jährlich 16 Millionen Passagieren der zweitgrößte in Kanada, besteht aus drei Terminals und verfügt über drei Startbahnen.

## Verkehrsanbindung
Die Insel ist über fünf Straßenbrücken, welche sich alle im Nordosten und Osten sowie Südosten der Insel befinden, mit dem Umland verbunden. Im Nordosten verbindet die Arthur Laing Bridge die Insel direkt mit der Burrard-Halbinsel. Nach Süden verbindet die No. 2 Road Bridge Sea Island mit Lulu Island. Über diese beiden Brücken läuft der größte Teil des Verkehrs mit Vancouver bzw. mit Richmond. Nach Osten verbinden die Dinsmore Bridge, die Moray Bridge sowie der Sea Island Connector die Insel mit Lulu Island.
Hinzu kommt die Middle Arm Bridge nach Lulu Island für die Canada Line des SkyTrain Vancouver. Die Bahn ermöglicht eine schnelle Verbindung zwischen dem Zentrum von Vancouver und den Flughafen auf der Insel. Die Fahrzeit zwischen den Endhaltestellen Waterfront Station und YVR–Airport Station beträgt 25 Minuten. Die weitere Anbindung an den öffentlichen Personennahverkehr erfolgt durch verschiedene Linien der Gesellschaft TransLink. Deren Busse verkehren nach Vancouver und nach Richmond.